# Тур ATP 1990
Тур ATP 1990 — елітний світовий тур тенісистів професіоналів, що проводиться Асоціацією тенісистів професіоналів (ATP) з січня до грудня 1990 року. Тур включав чотири турніри Великого шлему (організовані ITF), Фінал ATP, ATP Super 9, ATP International Series Gold, ATP International Series, ATP World Team Cup, Кубок Девіса та Кубок Великого шлему (організовані ITF).

## Розклад турнірів
Легенда
| Турнір Великого Шолому       |
| ATP Tour World Championships |
| ATP Super 9                  |
| ATP Championship Series      |
| ATP World Series             |
| Командні змагання            |

### Січень
| Тиждень           | Турнір | Чемпіони | Фіналісти | Півфіналісти                     | Чвертьфіналісти                                                 |
| ----------------- | --- | --- | --- | -------------------------------- | --------------------------------------------------------------- |
| 26 Гру 1989       | Hopman Cup Перт, Австралія ITF Mixed Team Championships Тверде (i) – 8 teams (RR) | Іспанія · 2–1 | США | Австралія · Чехословаччина       | Італія · USSR · Франція · Австрія                               |
| 1 січня           | Australian Men's Hardcourt Championships Аделаїда, Австралія ATP World Series Тверде – $125,000 – 32S/16D Одиночний розряд – Парний розряд | Томас Мустер 3–6, 6–2, 7–5 | Джиммі Аріес | Серхі Бругера Жан-Філіпп Флер'ян | Міхаель Штіх Марк Кратцманн Марк Куверманс Жером Потьє          |
| 1 січня           | Australian Men's Hardcourt Championships Аделаїда, Австралія ATP World Series Тверде – $125,000 – 32S/16D Одиночний розряд – Парний розряд | Ендрю Кастл Ндука Одізор 7–6, 6–2 | Александр Мронц Міхіл Схаперс                                                                                   | Серхі Бругера Жан-Філіпп Флер'ян | Міхаель Штіх Марк Кратцманн Марк Куверманс Жером Потьє          |
| 1 січня           | BP National Championships Веллінгтон, Нова Зеландія ATP World Series Тверде – $125,000 – 32S/16D Одиночний розряд – Парний розряд | Еміліо Санчес Вікаріо 6–7(3–7), 6–4, 4–6, 6–4, 6–1 | Річі Ренеберг                                                                                                   | Паоло Кане Карел Новачек         | Річард Фромберг Гілад Блюм Ларс-Андерс Вальгрен Андрій Чесноков |
| 1 січня           | BP National Championships Веллінгтон, Нова Зеландія ATP World Series Тверде – $125,000 – 32S/16D Одиночний розряд – Парний розряд | Келле Евернден Ніколас Перейра 6–4, 7–6 | Серхіо Касаль Еміліо Санчес Вікаріо                                                                             | Паоло Кане Карел Новачек         | Річард Фромберг Гілад Блюм Ларс-Андерс Вальгрен Андрій Чесноков |
| 8 січня           | Holden NSW Open Сідней, Австралія ATP World Series Тверде – $150,000 – 32S/16D Одиночний розряд – Парний розряд | Яннік Ноа 5–7, 6–3, 6–4 | Карл-Уве Штеб                                                                                                   | Аарон Крікстейн Матс Віландер    | Іван Лендл Девід Вітон Піт Сампрас Борис Бекер                  |
| 8 січня           | Holden NSW Open Сідней, Австралія ATP World Series Тверде – $150,000 – 32S/16D Одиночний розряд – Парний розряд | Пет Кеш Марк Кратцманн 6–4, 7–5 | Пітер Олдріч Дані Віссер                                                                                        | Аарон Крікстейн Матс Віландер    | Іван Лендл Девід Вітон Піт Сампрас Борис Бекер                  |
| 8 січня           | Benson & Hedges Open Окленд (Нова Зеландія), Нова Зеландія ATP World Series Тверде – $125,000 – 32S/16D Одиночний розряд – Парний розряд | Скотт Девіс 4–6, 6–3, 6–3 | Андрій Чесноков                                                                                                 | Амос Мансдорф Рамеш Крішнан      | Грант Коннелл Джиммі Аріес Магнус Густафссон Стів Гай           |
| 8 січня           | Benson & Hedges Open Окленд (Нова Зеландія), Нова Зеландія ATP World Series Тверде – $125,000 – 32S/16D Одиночний розряд – Парний розряд | Келлі Джонс Роберт Вант Гоф 7–6, 6–0 | Гілад Блюм Паул Гаргейс                                                                                         | Амос Мансдорф Рамеш Крішнан      | Грант Коннелл Джиммі Аріес Магнус Густафссон Стів Гай           |
| 15 січня 22 січня | Відкритий чемпіонат Австралії з тенісу Мельбурн, Австралія Grand Slam Тверде – $1,462,000 – 128S/116Q/64D/32XD Одиночний розряд – Парний розряд – Мікст | Іван Лендл 4–6, 7–6(7–3), 5–2 ret. | Стефан Едберг                                                                                                   | Яннік Ноа Матс Віландер          | Андрій Черкасов Мікаель Пернфорс Девід Вітон Борис Бекер        |
| 15 січня 22 січня | Відкритий чемпіонат Австралії з тенісу Мельбурн, Австралія Grand Slam Тверде – $1,462,000 – 128S/116Q/64D/32XD Одиночний розряд – Парний розряд – Мікст | Пітер Олдріч Дані Віссер 6–4, 4–6, 6–1, 6–4 | Грант Коннелл Гленн Мічібата                                                                                    | Яннік Ноа Матс Віландер          | Андрій Черкасов Мікаель Пернфорс Девід Вітон Борис Бекер        |
| 15 січня 22 січня | Відкритий чемпіонат Австралії з тенісу Мельбурн, Австралія Grand Slam Тверде – $1,462,000 – 128S/116Q/64D/32XD Одиночний розряд – Парний розряд – Мікст | Наташа Звєрєва Джим П'ю 4–6, 6–2, 6–3 | Зіна Гаррісон Рік Ліч                                                                                           | Яннік Ноа Матс Віландер          | Андрій Черкасов Мікаель Пернфорс Девід Вітон Борис Бекер        |
| 29 січня          | Davis Cup by NEC First round Бремен, West Німеччина – carpet Буенос-Айрес, Аргентина – clay Крайстчерч, Нова Зеландія – grass Перт, Австралія – grass Прага, Чехословаччина – carpet Карлсбад (Каліфорнія), US – hard Барселона, Іспанія – clay Кальярі, Італія – clay | Переможці першого раунду Федеративна Республіка Німеччина (1949—1990) 3–2 · Аргентина 3–0 · Нова Зеландія 3–2 · Австралія 3–2 · Чехословаччина 5–0 · Сполучені Штати Америки 4–0 · Австрія 3–2 · Італія 3–2 | Переможені у першому раунді Нідерланди · Ізраїль · Югославія · Франція · Швейцарія · Мексика · Іспанія · Швеція |                                  |                                                                 |

### Лютий
| Тиждень   | Турнір | Чемпіони                                           | Фіналісти                     | Півфіналісти                       | Чвертьфіналісти                                              |
| --------- | --- | -------------------------------------------------- | ----------------------------- | ---------------------------------- | ------------------------------------------------------------ |
| 5 лютого  | Stella Artois Indoor Мілан, Італія ATP World Series Килим (i) – $540,000 – 32S/16D Одиночний розряд – Парний розряд                                    | Іван Лендл 6–3, 6–2                                | Тім Майотт                    | Піт Сампрас Джон Макінрой          | Джим Кур'є Мілан Шрейбер Якоб Гласек Ерік Єлен               |
| 5 лютого  | Stella Artois Indoor Мілан, Італія ATP World Series Килим (i) – $540,000 – 32S/16D Одиночний розряд – Парний розряд                                    | Омар Кампорезе Дієго Наргісо 6–4, 6–4              | Том Нейссен Удо Ріглевскі     | Піт Сампрас Джон Макінрой          | Джим Кур'є Мілан Шрейбер Якоб Гласек Ерік Єлен               |
| 5 лютого  | Volvo San Francisco San Francisco, CA, US ATP World Series Килим (i) – $225,000 – 32S/16D Одиночний розряд – Парний розряд                             | Андре Агассі 6–1, 6–3                              | Тодд Вітскен                  | Джой Райв Джим Грабб               | Річі Ренеберг Джиммі Аріес Хрісто ван Ренсбург Пол Еннекон   |
| 5 лютого  | Volvo San Francisco San Francisco, CA, US ATP World Series Килим (i) – $225,000 – 32S/16D Одиночний розряд – Парний розряд                             | Келлі Джонс Роберт Вант Гоф 2–6, 7–6, 6–3          | Гленн Леєндекер Річі Ренеберг | Джой Райв Джим Грабб               | Річі Ренеберг Джиммі Аріес Хрісто ван Ренсбург Пол Еннекон   |
| 5 лютого  | Chevrolet Classic Гуаружа, Бразилія ATP World Series Тверде – $125,000 – 32S/16D Одиночний розряд – Парний розряд                                      | Мартін Хайте 3–6, 6–4, 6–3                         | Луїс Маттар                   | Едуардо Бенгоечеа Алешандрі Осевар | Джей Бергер Іван Клей Кассіу Мотта Павел Войтішек            |
| 5 лютого  | Chevrolet Classic Гуаружа, Бразилія ATP World Series Тверде – $125,000 – 32S/16D Одиночний розряд – Парний розряд                                      | Хав'єр Франа Ґуставо Луса 7–6, 7–6                 | Луїс Маттар Кассіу Мотта      | Едуардо Бенгоечеа Алешандрі Осевар | Джей Бергер Іван Клей Кассіу Мотта Павел Войтішек            |
| 12 лютого | SkyDome World Tennis Tournament Торонто, Ontario, Канада ATP Турнір Series Килим (i) – $1,005,000 – 56S/28D Одиночний розряд – Парний розряд           | Іван Лендл 6–3, 6–0                                | Тім Майотт                    | Джон Макінрой Бред Гілберт         | Кевін Каррен Джей Бергер Аарон Крікстейн Петр Корда          |
| 12 лютого | SkyDome World Tennis Tournament Торонто, Ontario, Канада ATP Турнір Series Килим (i) – $1,005,000 – 56S/28D Одиночний розряд – Парний розряд           | Патрік Гелбрайт Девід Макферсон 3–6, 6–3, 6–4      | Ніл Брод Кевін Каррен         | Джон Макінрой Бред Гілберт         | Кевін Каррен Джей Бергер Аарон Крікстейн Петр Корда          |
| 12 лютого | Belgian Indoor Championships Брюссельський столичний регіон, Бельгія ATP Турнір Series Килим (i) – $465,000 – 32S/16D Одиночний розряд – Парний розряд | Борис Бекер 7–5, 6–2, 6–2                          | Карл-Уве Штеб                 | Магнус Густафссон Мілослав Мечирж  | Паоло Кане Юнас Свенссон Роналд Ейдженор Горан Іванишевич    |
| 12 лютого | Belgian Indoor Championships Брюссельський столичний регіон, Бельгія ATP Турнір Series Килим (i) – $465,000 – 32S/16D Одиночний розряд – Парний розряд | Еміліо Санчес Вікаріо Слободан Живоїнович 7–5, 6–3 | Горан Іванишевич Балаж Тароці | Магнус Густафссон Мілослав Мечирж  | Паоло Кане Юнас Свенссон Роналд Ейдженор Горан Іванишевич    |
| 19 лютого | Ebel U.S. Pro Indoor Філадельфія, PA, US ATP Турнір Series Килим (i) – $825,000 – 48S/24D Одиночний розряд – Парний розряд                             | Піт Сампрас 7–6(7–4), 7–5, 6–2                     | Андрес Гомес                  | Марк Кратцманн Петр Корда          | Джим Кур'є Тім Майотт Джей Бергер Паул Гаргейс               |
| 19 лютого | Ebel U.S. Pro Indoor Філадельфія, PA, US ATP Турнір Series Килим (i) – $825,000 – 48S/24D Одиночний розряд – Парний розряд                             | Рік Ліч Джим П'ю 6–4, 6–2                          | Грант Коннелл Гленн Мічібата  | Марк Кратцманн Петр Корда          | Джим Кур'є Тім Майотт Джей Бергер Паул Гаргейс               |
| 19 лютого | Eurocard Classics Штутгарт, West Німеччина ATP Турнір Series Килим (i) – $825,000 – 32S/16D Одиночний розряд – Парний розряд                           | Борис Бекер 6–2, 6–2                               | Іван Лендл                    | Магнус Густафссон Юнас Свенссон    | Патрік Кюнен Акі Рахунен Горст Скофф Мілослав Мечирж         |
| 19 лютого | Eurocard Classics Штутгарт, West Німеччина ATP Турнір Series Килим (i) – $825,000 – 32S/16D Одиночний розряд – Парний розряд                           | Гі Форже Якоб Гласек 6–3, 6–2                      | Мікаель Мортенсен Том Нейссен | Магнус Густафссон Юнас Свенссон    | Патрік Кюнен Акі Рахунен Горст Скофф Мілослав Мечирж         |
| 26 лютого | ABN World Tennis Tournament Роттердам, Нідерланди ATP World Series Килим (i) – $450,000 – 32S/16D Одиночний розряд – Парний розряд                     | Бред Гілберт 6–1, 6–3                              | Юнас Свенссон                 | Міхаель Таусон Якоб Гласек         | Амос Мансдорф Магнус Густафссон Алекс Антоніч Томас Геґстедт |
| 26 лютого | ABN World Tennis Tournament Роттердам, Нідерланди ATP World Series Килим (i) – $450,000 – 32S/16D Одиночний розряд – Парний розряд                     | Леонардо Лаваль Хорхе Лосано 6–3, 7–6              | Дієго Наргісо Ніколас Перейра | Міхаель Таусон Якоб Гласек         | Амос Мансдорф Магнус Густафссон Алекс Антоніч Томас Геґстедт |
| 26 лютого | Volvo U.S. National Indoor Мемфіс (Теннессі), US ATP World Series Тверде (i) – $225,000 – 48S/24D Одиночний розряд – Парний розряд                     | Міхаель Штіх 6–7(5–7), 6–4, 7–6(7–1)               | Веллі Месур                   | Гері Мюллер Гленн Леєндекер        | Дані Віссер Малівай Вашингтон Петр Корда Велі Палохеймо      |
| 26 лютого | Volvo U.S. National Indoor Мемфіс (Теннессі), US ATP World Series Тверде (i) – $225,000 – 48S/24D Одиночний розряд – Парний розряд                     | Даррен Кейгілл Марк Кратцманн 6–3, 6–2             | Удо Ріглевскі Міхаель Штіх    | Гері Мюллер Гленн Леєндекер        | Дані Віссер Малівай Вашингтон Петр Корда Велі Палохеймо      |

### Березень
| Тиждень               | Турнір | Чемпіони                                                                                          | Фіналісти | Півфіналісти                      | Чвертьфіналісти                                                 |
| --------------------- | --- | ------------------------------------------------------------------------------------------------- | --- | --------------------------------- | --------------------------------------------------------------- |
| 5 березня             | Newsweek Champions Cup and the Virginia Slims of Indian Wells Індіан-Веллс (Каліфорнія), US ATP Турнір Series, Single-Week Тверде – $750,000 – 56S/28D Одиночний розряд – Парний розряд | Стефан Едберг 6–4, 5–7, 7–6(7–1), 7–6(8–6)                                                        | Андре Агассі | Борис Бекер Джим Кур'є            | Джей Бергер Еміліо Санчес Вікаріо Аарон Крікстейн Ян Гуннарссон |
| 5 березня             | Newsweek Champions Cup and the Virginia Slims of Indian Wells Індіан-Веллс (Каліфорнія), US ATP Турнір Series, Single-Week Тверде – $750,000 – 56S/28D Одиночний розряд – Парний розряд | Борис Бекер Гі Форже 6–4, 6–3                                                                     | Джим Грабб Патрік Макінрой                                                                                        | Борис Бекер Джим Кур'є            | Джей Бергер Еміліо Санчес Вікаріо Аарон Крікстейн Ян Гуннарссон |
| 5 березня             | Trophée Hassan II Касабланка, Марокко ATP World Series Ґрунт – $125,000 – 32S/16D Одиночний розряд – Парний розряд                                                                      | Томас Мустер 6–1, 6–7(3–7), 6–2                                                                   | Гільєрмо Перес Рольдан                                                                                            | Томас Карбонелл Горан Прпич       | Тьєррі Тюлан Роберто Асар Йоган Андерсон Марк Куверманс         |
| 5 березня             | Trophée Hassan II Касабланка, Марокко ATP World Series Ґрунт – $125,000 – 32S/16D Одиночний розряд – Парний розряд                                                                      | Тодд Вудбрідж Саймон Юл 6–3, 6–1                                                                  | Паул Гаргейс Марк Куверманс                                                                                       | Томас Карбонелл Горан Прпич       | Тьєррі Тюлан Роберто Асар Йоган Андерсон Марк Куверманс         |
| 12 березня 19 березня | Lipton International Players Championships Кі-Біскейн (Флорида), US ATP Турнір Series, Single-Week Тверде – $1,200,000 – 96S/48D Одиночний розряд – Парний розряд                       | Андре Агассі 6–1, 6–4, 0–6, 6–2                                                                   | Стефан Едберг | Еміліо Санчес Вікаріо Джей Бергер | Мартін Хайте Якоб Гласек Джим Кур'є Піт Сампрас                 |
| 12 березня 19 березня | Lipton International Players Championships Кі-Біскейн (Флорида), US ATP Турнір Series, Single-Week Тверде – $1,200,000 – 96S/48D Одиночний розряд – Парний розряд                       | Рік Ліч Джим П'ю 6–7, 6–4, 6–2                                                                    | Борис Бекер Кассіу Мотта                                                                                          | Еміліо Санчес Вікаріо Джей Бергер | Мартін Хайте Якоб Гласек Джим Кур'є Піт Сампрас                 |
| 26 березня            | Davis Cup by NEC Quarterfinals Буенос-Айрес, Аргентина – clay Брисбен, Австралія – grass Прага, Czechoslovakia – carpet Відень, Австрія – clay (i)                                      | Переможці чвертьфіналів Аргентина 3–2 · Австралія 3–2 · Сполучені Штати Америки 4–1 · Австрія 5–0 | Переможені у чвертьфіналах Федеративна Республіка Німеччина (1949—1990) · Нова Зеландія · Чехословаччина · Італія |                                   |                                                                 |

### Квітень
| Тиждень   | Турнір | Чемпіони                                          | Фіналісти                           | Півфіналісти                          | Чвертьфіналісти                                                  |
| --------- | --- | ------------------------------------------------- | ----------------------------------- | ------------------------------------- | ---------------------------------------------------------------- |
| 2 квітня  | Estoril Open Оейраш, Португалія ATP World Series Ґрунт – $225,000 – 32S/16D Одиночний розряд – Парний розряд                            | Еміліо Санчес Вікаріо 6–3, 6–1                    | Франко Давін                        | Хорді Арресе Хуан Агілера             | Джей Бергер Омар Кампорезе Томас Мустер Паул Гаргейс             |
| 2 квітня  | Estoril Open Оейраш, Португалія ATP World Series Ґрунт – $225,000 – 32S/16D Одиночний розряд – Парний розряд                            | Серхіо Касаль Еміліо Санчес Вікаріо 7–5, 4–6, 7–5 | Омар Кампорезе Паоло Кане           | Хорді Арресе Хуан Агілера             | Джей Бергер Омар Кампорезе Томас Мустер Паул Гаргейс             |
| 2 квітня  | Prudential-Bache Securities Classic Орландо, US ATP World Series Тверде – $225,000 – 32S/16D Одиночний розряд – Парний розряд           | Бред Гілберт 6–2, 6–1                             | Хрісто ван Ренсбург                 | Малівай Вашингтон Девід Пейт          | Джой Райв Скотт Девіс Джейсон Столтенберг Алексіс Гомбрехер      |
| 2 квітня  | Prudential-Bache Securities Classic Орландо, US ATP World Series Тверде – $225,000 – 32S/16D Одиночний розряд – Парний розряд           | Скотт Девіс Девід Пейт 6–3, 7–5                   | Альфонсо Мора Браян Пейдж           | Малівай Вашингтон Девід Пейт          | Джой Райв Скотт Девіс Джейсон Столтенберг Алексіс Гомбрехер      |
| 2 квітня  | Banespa Open Ріо-де-Жанейро, Бразилія ATP World Series Килим – $225,000 – 32S/16D Одиночний розряд – Парний розряд                      | Луїс Маттар 6–4, 6–4                              | Ендрю Шнайдер                       | Мартін Востенголм Браян Герроу        | Павел Войтішек Сімоне Коломбо Мартін Лорендо Патрік Баур         |
| 2 квітня  | Banespa Open Ріо-де-Жанейро, Бразилія ATP World Series Килим – $225,000 – 32S/16D Одиночний розряд – Парний розряд                      | Браян Герроу Свен Салумаа 7–5, 6–3                | Нелсон Аертс Фернандо Роезе         | Мартін Востенголм Браян Герроу        | Павел Войтішек Сімоне Коломбо Мартін Лорендо Патрік Баур         |
| 9 квітня  | Suntory Japan Open Championships Tokyo, Японія ATP Турнір Series Тверде – $825,000 – 56S/28D                                            | Стефан Едберг 6–4, 7–5                            | Аарон Крікстейн                     | Іван Лендл Бред Гілберт               | Амос Мансдорф Майкл Чанг Веллі Месур Джим Грабб                  |
| 9 квітня  | Suntory Japan Open Championships Tokyo, Японія ATP Турнір Series Тверде – $825,000 – 56S/28D                                            | Марк Кратцманн Веллі Месур 6–4, 6–3               | Кент Кіннієр Бред Пірс              | Іван Лендл Бред Гілберт               | Амос Мансдорф Майкл Чанг Веллі Месур Джим Грабб                  |
| 9 квітня  | Trofeo Conde de Godó Барселона, Іспанія ATP Турнір Series Ґрунт – $375,000 – 56S/28D                                                    | Андрес Гомес 6–0, 7–6(7–1), 3–6, 0–6, 6–2         | Гільєрмо Перес Рольдан              | Андрій Чесноков Еміліо Санчес Вікаріо | Джей Бергер Дієго Перес Серхі Бругера Мартін Хайте               |
| 9 квітня  | Trofeo Conde de Godó Барселона, Іспанія ATP Турнір Series Ґрунт – $375,000 – 56S/28D                                                    | Андрес Гомес Хав'єр Санчес 7–5, 7–6               | Серхіо Касаль Еміліо Санчес Вікаріо | Андрій Чесноков Еміліо Санчес Вікаріо | Джей Бергер Дієго Перес Серхі Бругера Мартін Хайте               |
| 16 квітня | Philips Open Ніцца, Франція ATP World Series Ґрунт – $225,000 – 32S/16D Одиночний розряд – Парний розряд                                | Хуан Агілера 2–6, 6–3, 6–4                        | Гі Форже                            | Андрій Черкасов Марк Россе            | Джей Бергер Горан Прпич Фабріс Санторо Якоб Гласек               |
| 16 квітня | Philips Open Ніцца, Франція ATP World Series Ґрунт – $225,000 – 32S/16D Одиночний розряд – Парний розряд                                | Альберто Манчіні Яннік Ноа 6–4, 7–6               | Марсело Філіппіні Горст Скофф       | Андрій Черкасов Марк Россе            | Джей Бергер Горан Прпич Фабріс Санторо Якоб Гласек               |
| 16 квітня | KAL Cup Korea Open Сеул, Південна Корея ATP World Series Тверде – $140,000 – 32S/16D Одиночний розряд – Парний розряд                   | Алекс Антоніч 7–6, 6–3                            | Пет Кеш                             | Гілад Блюм Ден Голді                  | Річард Матушевскі Мілан Шрейбер Мацуока Сюдзо Патрік Кюнен       |
| 16 квітня | KAL Cup Korea Open Сеул, Південна Корея ATP World Series Тверде – $140,000 – 32S/16D Одиночний розряд – Парний розряд                   | Грант Коннелл Гленн Мічібата 7–6, 6–4             | Джейсон Столтенберг Тодд Вудбрідж   | Гілад Блюм Ден Голді                  | Річард Матушевскі Мілан Шрейбер Мацуока Сюдзо Патрік Кюнен       |
| 23 квітня | Monte Carlo Open Рокбрюн-Кап-Мартен, Франція ATP Турнір Series, Single-Week Ґрунт – $750,000 – 56S/28D Одиночний розряд – Парний розряд | Андрій Чесноков 7–5, 6–3, 6–3                     | Томас Мустер                        | Анрі Леконт Еміліо Санчес Вікаріо     | Хуан Агілера Горст Скофф Марк Россе Борис Бекер                  |
| 23 квітня | Monte Carlo Open Рокбрюн-Кап-Мартен, Франція ATP Турнір Series, Single-Week Ґрунт – $750,000 – 56S/28D Одиночний розряд – Парний розряд | Петр Корда Томаш Шмід 6–2, 6–1                    | Андрес Гомес Хав'єр Санчес          | Анрі Леконт Еміліо Санчес Вікаріо     | Хуан Агілера Горст Скофф Марк Россе Борис Бекер                  |
| 23 квітня | Salem Hong Kong Open Гонконг, Гонконг ATP World Series $185,000 – Тверде – 32S/16D                                                      | Пет Кеш 6–3, 6–4                                  | Алекс Антоніч                       | Джонатан Кантер Патрік Кюнен          | Том Нейссен Патрік Макінрой Бред Пірс Грант Коннелл              |
| 23 квітня | Salem Hong Kong Open Гонконг, Гонконг ATP World Series $185,000 – Тверде – 32S/16D                                                      | Пет Кеш Веллі Месур 6–3, 6–3                      | Кевін Каррен Джой Райв              | Джонатан Кантер Патрік Кюнен          | Том Нейссен Патрік Макінрой Бред Пірс Грант Коннелл              |
| 30 квітня | Madrid Grand Prix Мадрид, Іспанія ATP World Series Ґрунт – $279,000 – 32S/16D                                                           | Андрес Гомес 6–3, 7–6(7–3)                        | Марк Россе                          | Хав'єр Санчес Мартін Хайте            | Хуан Карлос Багена Маркос Горріс Альберто Манчіні Марк Куверманс |
| 30 квітня | Madrid Grand Prix Мадрид, Іспанія ATP World Series Ґрунт – $279,000 – 32S/16D                                                           | Хуан Карлос Багена Омар Кампорезе 6–4, 3–6, 6–3   | Андрес Гомес Хав'єр Санчес          | Хав'єр Санчес Мартін Хайте            | Хуан Карлос Багена Маркос Горріс Альберто Манчіні Марк Куверманс |
| 30 квітня | BMW Open Мюнхен, West Німеччина ATP World Series Ґрунт – $225,000 – 32S/16D Одиночний розряд – Парний розряд                            | Карел Новачек 6–4, 6–2                            | Томас Мустер                        | Петр Корда Юнас Свенссон              | Мартін Стршелба Єнс Верманн Джим Кур'є Крістіан Берґстрем        |
| 30 квітня | BMW Open Мюнхен, West Німеччина ATP World Series Ґрунт – $225,000 – 32S/16D Одиночний розряд – Парний розряд                            | Удо Ріглевскі Міхаель Штіх 6–1, 6–4               | Петр Корда Томаш Шмід               | Петр Корда Юнас Свенссон              | Мартін Стршелба Єнс Верманн Джим Кур'є Крістіан Берґстрем        |
| 30 квітня | Epson Singapore Super Tennis Сінгапур, Сінгапур ATP World Series Тверде – $225,000 – 32S/16D                                            | Келлі Джонс 6–4, 2–6, 7–6(7–4)                    | Річард Фромберг                     | Ян Сімерінк Ден Голді                 | Веллі Месур Патрік Макінрой Келле Евернден Томас Геґстедт        |
| 30 квітня | Epson Singapore Super Tennis Сінгапур, Сінгапур ATP World Series Тверде – $225,000 – 32S/16D                                            | Марк Кратцманн Джейсон Столтенберг 6–1, 6–0       | Бред Дрюетт Тодд Вудбрідж           | Ян Сімерінк Ден Голді                 | Веллі Месур Патрік Макінрой Келле Евернден Томас Геґстедт        |

### Травень
| Тиждень            | Турнір | Чемпіони                                                                           | Фіналісти                          | Півфіналісти                       | Чвертьфіналісти                                                 |
| ------------------ | --- | ---------------------------------------------------------------------------------- | ---------------------------------- | ---------------------------------- | --------------------------------------------------------------- |
| 7 травня           | German Open Гамбург, West Німеччина ATP Турнір Series, Single-Week Ґрунт – $750,000 – 56S/28D Одиночний розряд – Парний розряд                            | Хуан Агілера 6–1, 6–0, 7–6(9–7)                                                    | Борис Бекер                        | Анрі Леконт Гі Форже               | Джиммі Аріес Франко Давін Джей Бергер Магнус Густафссон         |
| 7 травня           | German Open Гамбург, West Німеччина ATP Турнір Series, Single-Week Ґрунт – $750,000 – 56S/28D Одиночний розряд – Парний розряд                            | Серхі Бругера Джим Кур'є 4–6, 6–1, 7–6                                             | Удо Ріглевскі Міхаель Штіх         | Анрі Леконт Гі Форже               | Джиммі Аріес Франко Давін Джей Бергер Магнус Густафссон         |
| 7 травня           | U.S. Men's Clay Court Championships Каява-Айленд (Південна Кароліна), SC, US ATP World Series Ґрунт – $197,000 – 32S/16D Одиночний розряд – Парний розряд | Девід Вітон 6–4, 6–4                                                               | Марк Каплан                        | Александр Мронц Малівай Вашингтон  | Деррік Ростаньйо Джефф Таранго Тім Вілкінсон Мартін Востенголм  |
| 7 травня           | U.S. Men's Clay Court Championships Каява-Айленд (Південна Кароліна), SC, US ATP World Series Ґрунт – $197,000 – 32S/16D Одиночний розряд – Парний розряд | Скотт Девіс Девід Пейт 6–2, 6–3                                                    | Джим Грабб Леонардо Лаваль         | Александр Мронц Малівай Вашингтон  | Деррік Ростаньйо Джефф Таранго Тім Вілкінсон Мартін Востенголм  |
| 14 травня          | Internazionali d'Italia Rome, Італія ATP Турнір Series, Single-Week Ґрунт – $1,005,000 – 64S/32D Одиночний розряд – Парний розряд                         | Томас Мустер 6–1, 6–3, 6–1                                                         | Андрій Чесноков                    | Еміліо Санчес Вікаріо Андрес Гомес | Альберто Манчіні Гільєрмо Перес Рольдан Омар Кампорезе Гі Форже |
| 14 травня          | Internazionali d'Italia Rome, Італія ATP Турнір Series, Single-Week Ґрунт – $1,005,000 – 64S/32D Одиночний розряд – Парний розряд                         | Серхіо Касаль Еміліо Санчес Вікаріо 7–6, 7–5                                       | Джим Кур'є Мартін Девіс            | Еміліо Санчес Вікаріо Андрес Гомес | Альберто Манчіні Гільєрмо Перес Рольдан Омар Кампорезе Гі Форже |
| 14 травня          | Yugoslav Open Умаг, Yugoslavia ATP World Series Ґрунт – $147,500 – 32S/16D Одиночний розряд – Парний розряд                                               | Горан Прпич 6–3, 4–6, 6–4                                                          | Горан Іванишевич                   | Орасіо де ла Пенья Андрій Черкасов | Роберто Асар Акі Рахунен Ерік Єлен Тарік Бонабіль               |
| 14 травня          | Yugoslav Open Умаг, Yugoslavia ATP World Series Ґрунт – $147,500 – 32S/16D Одиночний розряд – Парний розряд                                               | Войтех Флегль Даніель Вацек 6–4, 6–4                                               | Андрій Черкасов Андрій Ольховський | Орасіо де ла Пенья Андрій Черкасов | Роберто Асар Акі Рахунен Ерік Єлен Тарік Бонабіль               |
| 21 травня          | Peugeot World Team Cup Дюссельдорф, West Німеччина Ґрунт – $900,000 – 8 teams (RR)                                                                        | [[Файл:Помилка виразу: незрозуміле слово «sfr»\|20x13px\|Югославія]] Югославія 3–0 | США                                | Раунд robin (Red Group)            | Раунд robin (Blue Group)                                        |
| 21 травня          | Internazionali di Carisbo Болонья, Італія ATP World Series Ґрунт – $225,000 – 32S/16D                                                                     | Річард Фромберг 4–6, 6–4, 7–6(7–5)                                                 | Марк Россе                         | Жером Потьє Франко Давін           | Гільєрмо Перес Рольдан Тьєррі Тюлан Тодд Вітскен Лосон Данкен   |
| 21 травня          | Internazionali di Carisbo Болонья, Італія ATP World Series Ґрунт – $225,000 – 32S/16D                                                                     | Ґуставо Луса Удо Ріглевскі 7–6, 4–6, 6–1                                           | Жером Потьє Джим П'ю               | Жером Потьє Франко Давін           | Гільєрмо Перес Рольдан Тьєррі Тюлан Тодд Вітскен Лосон Данкен   |
| 28 травня 4 червня | Відкритий чемпіонат Франції з тенісу Paris, Франція Grand Slam Ґрунт – $2,700,000 – 128S/64D/64XD Одиночний розряд – Парний розряд – Мікст                | Андрес Гомес 6–3, 2–6, 6–4, 6–4                                                    | Андре Агассі                       | Юнас Свенссон Томас Мустер         | Анрі Леконт Майкл Чанг Тьєррі Шампйон Горан Іванишевич          |
| 28 травня 4 червня | Відкритий чемпіонат Франції з тенісу Paris, Франція Grand Slam Ґрунт – $2,700,000 – 128S/64D/64XD Одиночний розряд – Парний розряд – Мікст                | Серхіо Касаль Еміліо Санчес Вікаріо 7–5, 6–3                                       | Горан Іванишевич Петр Корда        | Юнас Свенссон Томас Мустер         | Анрі Леконт Майкл Чанг Тьєррі Шампйон Горан Іванишевич          |
| 28 травня 4 червня | Відкритий чемпіонат Франції з тенісу Paris, Франція Grand Slam Ґрунт – $2,700,000 – 128S/64D/64XD Одиночний розряд – Парний розряд – Мікст                | Аранча Санчес Вікаріо Хорхе Лосано 7–6(7–5), 7–6(8–6)                              | Ніколь Брадтке Дані Віссер         | Юнас Свенссон Томас Мустер         | Анрі Леконт Майкл Чанг Тьєррі Шампйон Горан Іванишевич          |

### Червень
| Тиждень           | Турнір | Чемпіони                                         | Фіналісти                           | Півфіналісти                  | Чвертьфіналісти                                                    |
| ----------------- | --- | ------------------------------------------------ | ----------------------------------- | ----------------------------- | ------------------------------------------------------------------ |
| 11 червня         | Stella Artois Championships London, Велика Британія ATP World Series Трава – $450,000 – 56S/28D Одиночний розряд – Парний розряд        | Іван Лендл 6–3, 6–2                              | Борис Бекер                         | Джон Макінрой Стефан Едберг   | Девід Пейт Річард Фромберг Девід Вітон Хрісто ван Ренсбург         |
| 11 червня         | Stella Artois Championships London, Велика Британія ATP World Series Трава – $450,000 – 56S/28D Одиночний розряд – Парний розряд        | Джеремі Бейтс Кевін Каррен 7–6, 6–4              | Анрі Леконт Іван Лендл              | Джон Макінрой Стефан Едберг   | Девід Пейт Річард Фромберг Девід Вітон Хрісто ван Ренсбург         |
| 11 червня         | Internazionali di Firenze Флоренція, Італія ATP World Series Ґрунт – $225,000 – 32S/16D Одиночний розряд – Парний розряд                | Магнус Ларссон 6–7, 7–5, 6–0                     | Лосон Данкен                        | Акі Рахунен Омар Кампорезе    | Гільєрмо Перес Рольдан Хав'єр Санчес Томас Карбонелл Фернандо Луна |
| 11 червня         | Internazionali di Firenze Флоренція, Італія ATP World Series Ґрунт – $225,000 – 32S/16D Одиночний розряд – Парний розряд                | Серхі Бругера Орасіо де ла Пенья 3–6, 6–3, 6–4   | Луїс Маттар Дієго Перес             | Акі Рахунен Омар Кампорезе    | Гільєрмо Перес Рольдан Хав'єр Санчес Томас Карбонелл Фернандо Луна |
| 11 червня         | Continental Grass Court Championships Росмален, Нідерланди ATP World Series Трава – $225,000 – 32S/16D Одиночний розряд – Парний розряд | Амос Мансдорф 6–3, 7–6                           | Олександр Волков                    | Річі Ренеберг Патрік Макінрой | Генрік Гольм Давід Енгель Гленн Леєндекер Роббі Вайсс              |
| 11 червня         | Continental Grass Court Championships Росмален, Нідерланди ATP World Series Трава – $225,000 – 32S/16D Одиночний розряд – Парний розряд | Якоб Гласек Міхаель Штіх 7–6, 6–3                | Джим Грабб Патрік Макінрой          | Річі Ренеберг Патрік Макінрой | Генрік Гольм Давід Енгель Гленн Леєндекер Роббі Вайсс              |
| 18 червня         | Campionati Internazionali di Puglia Генуя, Італія ATP World Series Ґрунт – $225,000 – 32S/16D                                           | Роналд Ейдженор 3–6, 6–4, 6–3                    | Тарік Бонабіль                      | Седрік Пйолін Омар Кампорезе  | Удо Ріглевскі Марк Куверманс Луїс Маттар Горст Скофф               |
| 18 червня         | Campionati Internazionali di Puglia Генуя, Італія ATP World Series Ґрунт – $225,000 – 32S/16D                                           | Томас Карбонелл Удо Ріглевскі 7–6, 7–6           | Крістіано Каратті Федеріко Мордеган | Седрік Пйолін Омар Кампорезе  | Удо Ріглевскі Марк Куверманс Луїс Маттар Горст Скофф               |
| 18 червня         | Direct Line Insurance Open Манчестер, Велика Британія ATP World Series Трава – $225,000 – 32S/16D Одиночний розряд – Парний розряд      | Піт Сампрас 7–6(11–9), 7–6(7–3)                  | Гілад Блюм                          | Нік Браун Ерік Єлен           | Келлі Джонс Марк Кратцманн Хрісто ван Ренсбург Келле Евернден      |
| 18 червня         | Direct Line Insurance Open Манчестер, Велика Британія ATP World Series Трава – $225,000 – 32S/16D Одиночний розряд – Парний розряд      | Марк Кратцманн Джейсон Столтенберг 6–3, 2–6, 6–4 | Нік Браун Келлі Джонс               | Нік Браун Ерік Єлен           | Келлі Джонс Марк Кратцманн Хрісто ван Ренсбург Келле Евернден      |
| 25 червня 2 липня | Вімблдонський турнір London, Велика Британія Grand Slam Трава – $2,670,863 – 128S/64D/64XD Одиночний розряд – Парний розряд – Мікст     | Стефан Едберг 6–2, 6–2, 3–6, 3–6, 6–4            | Борис Бекер                         | Іван Лендл Горан Іванишевич   | Бред Пірс Крістіан Берґстрем Кевін Каррен Бред Гілберт             |
| 25 червня 2 липня | Вімблдонський турнір London, Велика Британія Grand Slam Трава – $2,670,863 – 128S/64D/64XD Одиночний розряд – Парний розряд – Мікст     | Рік Ліч Джим П'ю 7–6(7–5), 7–6(7–4), 7–6(7–5)    | Пітер Олдріч Дані Віссер            | Іван Лендл Горан Іванишевич   | Бред Пірс Крістіан Берґстрем Кевін Каррен Бред Гілберт             |
| 25 червня 2 липня | Вімблдонський турнір London, Велика Британія Grand Slam Трава – $2,670,863 – 128S/64D/64XD Одиночний розряд – Парний розряд – Мікст     | Зіна Гаррісон Рік Ліч 7–5, 6–2                   | Елізабет Смайлі Джон Фіцджеральд    | Іван Лендл Горан Іванишевич   | Бред Пірс Крістіан Берґстрем Кевін Каррен Бред Гілберт             |

### Липень
| Тиждень  | Турнір | Чемпіони                                          | Фіналісти                    | Півфіналісти                         | Чвертьфіналісти                                                     |
| -------- | --- | ------------------------------------------------- | ---------------------------- | ------------------------------------ | ------------------------------------------------------------------- |
| 9 липня  | Rado Swiss Open Гштаад, Швейцарія ATP World Series Ґрунт – $275,000 – 32S/16D                                                      | Мартін Хайте 6–3, 6–7(5–7), 6–2, 6–2              | Серхі Бругера                | Роналд Ейдженор Марк Россе           | Карл-Уве Штеб Джим Кур'є Андрій Чесноков Еміліо Санчес Вікаріо      |
| 9 липня  | Rado Swiss Open Гштаад, Швейцарія ATP World Series Ґрунт – $275,000 – 32S/16D                                                      | Серхіо Касаль Еміліо Санчес Вікаріо 6–3, 3–6, 7–5 | Омар Кампорезе Хав'єр Санчес | Роналд Ейдженор Марк Россе           | Карл-Уве Штеб Джим Кур'є Андрій Чесноков Еміліо Санчес Вікаріо      |
| 9 липня  | Swedish Open Бостад, Швеція ATP World Series Ґрунт – $225,000 – 32S/16D Одиночний розряд – Парний розряд                           | Річард Фромберг 6–2, 7–6(7–5)                     | Магнус Ларссон               | Ларс Єнссон Марсело Філіппіні        | Велі Палохеймо Дієго Перес Горан Прпич Акі Рахунен                  |
| 9 липня  | Swedish Open Бостад, Швеція ATP World Series Ґрунт – $225,000 – 32S/16D Одиночний розряд – Парний розряд                           | Ронні Ботман Рікард Берг 6–1, 6–4                 | Ян Гуннарссон Удо Ріглевскі  | Ларс Єнссон Марсело Філіппіні        | Велі Палохеймо Дієго Перес Горан Прпич Акі Рахунен                  |
| 9 липня  | Volvo Hall of Fame Championships Ньюпорт (Род-Айленд), US ATP World Series Трава – $150,000 – 32S/16D                              | Пітер Олдріч 7–6(12–10), 1–6, 6–1                 | Даррен Кейгілл               | Гері Мюллер Ерік Єлен                | Роббі Вайсс Джим П'ю Марк Кратцманн Петер Лундгрен                  |
| 9 липня  | Volvo Hall of Fame Championships Ньюпорт (Род-Айленд), US ATP World Series Трава – $150,000 – 32S/16D                              | Даррен Кейгілл Марк Кратцманн 7–6, 6–2            | Тодд Нелсон Браян Шелтон     | Гері Мюллер Ерік Єлен                | Роббі Вайсс Джим П'ю Марк Кратцманн Петер Лундгрен                  |
| 16 липня | Mercedes Cup Штутгарт, West Німеччина ATP Турнір Series Ґрунт – $825,000 – 48S/24D Одиночний розряд – Парний розряд                | Горан Іванишевич 6–7(2–7), 6–1, 6–4, 7–6(7–5)     | Гільєрмо Перес Рольдан       | Анрі Леконт Еміліо Санчес Вікаріо    | Горст Скофф Андрій Черкасов Марсело Філіппіні Ерік Єлен             |
| 16 липня | Mercedes Cup Штутгарт, West Німеччина ATP Турнір Series Ґрунт – $825,000 – 48S/24D Одиночний розряд – Парний розряд                | Пітер Олдріч Дані Віссер 6–4, 7–5                 | Пер Генрікссон Ніклас Утґрен | Анрі Леконт Еміліо Санчес Вікаріо    | Горст Скофф Андрій Черкасов Марсело Філіппіні Ерік Єлен             |
| 16 липня | Sovran Bank Classic Washington, D.C., US ATP Турнір Series Тверде – $420,000 – 56S/28D Одиночний розряд – Парний розряд            | Андре Агассі 6–1, 6–4                             | Джим Грабб                   | Майкл Чанг Бред Гілберт              | Річі Ренеберг Тодд Вітскен Деррік Ростаньйо Міхаель Штіх            |
| 16 липня | Sovran Bank Classic Washington, D.C., US ATP Турнір Series Тверде – $420,000 – 56S/28D Одиночний розряд – Парний розряд            | Грант Коннелл Гленн Мічібата 2–6, 6–4, 6–2        | Хорхе Лосано Тодд Вітскен    | Майкл Чанг Бред Гілберт              | Річі Ренеберг Тодд Вітскен Деррік Ростаньйо Міхаель Штіх            |
| 23 липня | Canadian Open Торонто, Ontario, Канада ATP Турнір Series, Single-Week Тверде – $930,000 – 56S/28D Одиночний розряд – Парний розряд | Майкл Чанг 4–6, 6–3, 7–6(7–3)                     | Джей Бергер                  | Піт Сампрас Якоб Гласек              | Андре Агассі Джон Макінрой Тім Майотт Тодд Вітскен                  |
| 23 липня | Canadian Open Торонто, Ontario, Канада ATP Турнір Series, Single-Week Тверде – $930,000 – 56S/28D Одиночний розряд – Парний розряд | Пол Еннекон Девід Вітон 6–4, 6–4                  | Бродерік Дайк Петер Лундгрен | Піт Сампрас Якоб Гласек              | Андре Агассі Джон Макінрой Тім Майотт Тодд Вітскен                  |
| 23 липня | Dutch Open Гілверсюм, Нідерланди ATP World Series Ґрунт – $215,000 – 32S/16D Одиночний розряд – Парний розряд                      | Франсіско Клавет 3–6, 6–4, 6–2, 6–0               | Едуардо Массо                | Еміліо Санчес Вікаріо Омар Кампорезе | Олів'є Делетр Серхі Бругера Роналд Ейдженор Мартін Хайте            |
| 23 липня | Dutch Open Гілверсюм, Нідерланди ATP World Series Ґрунт – $215,000 – 32S/16D Одиночний розряд – Парний розряд                      | Серхіо Касаль Еміліо Санчес Вікаріо 7–5, 7–5      | Паул Гаргейс Марк Куверманс  | Еміліо Санчес Вікаріо Омар Кампорезе | Олів'є Делетр Серхі Бругера Роналд Ейдженор Мартін Хайте            |
| 30 липня | Philips Austrian Open Кіцбюель, Австрія ATP World Series Ґрунт – $337,500 – 48S/24D Одиночний розряд – Парний розряд               | Орасіо де ла Пенья 6–4, 7–6(7–4), 2–6, 6–2        | Карел Новачек                | Горст Скофф Еміліо Санчес Вікаріо    | Борис Бекер Томас Мустер Андрій Черкасов Серхі Бругера              |
| 30 липня | Philips Austrian Open Кіцбюель, Австрія ATP World Series Ґрунт – $337,500 – 48S/24D Одиночний розряд – Парний розряд               | Хав'єр Санчес Ерік Віноградскі 6–4, 4–6, 6–4      | Франсіско Клавет Горст Скофф | Горст Скофф Еміліо Санчес Вікаріо    | Борис Бекер Томас Мустер Андрій Черкасов Серхі Бругера              |
| 30 липня | Volvo Tennis Los Angeles Los Angeles, CA, US ATP World Series Тверде – $225,000 – 32S/16D Одиночний розряд – Парний розряд         | Стефан Едберг 7–6(7–4), 2–6, 7–6(7–3)             | Майкл Чанг                   | Піт Сампрас Гері Мюллер              | Джефф Таранго Джейсон Столтенберг Ден Голді Браян Герроу            |
| 30 липня | Volvo Tennis Los Angeles Los Angeles, CA, US ATP World Series Тверде – $225,000 – 32S/16D Одиночний розряд – Парний розряд         | Скотт Девіс Девід Пейт 3–6, 6–1, 6–3              | Петер Лундгрен Пол Векеса    | Піт Сампрас Гері Мюллер              | Джефф Таранго Джейсон Столтенберг Ден Голді Браян Герроу            |
| 30 липня | Sanremo Open Санремо, Італія ATP World Series Ґрунт – $225,000 – 32S/16D Одиночний розряд – Парний розряд                          | Хорді Арресе 6–2, 6–2                             | Хуан Агілера                 | Марсело Філіппіні Роберто Асар       | Гільєрмо Перес Рольдан Ренцо Фурлан Клаудіо Медзадрі Омар Кампорезе |
| 30 липня | Sanremo Open Санремо, Італія ATP World Series Ґрунт – $225,000 – 32S/16D Одиночний розряд – Парний розряд                          | Міхня Йон-Нестасе Горан Прпич 3–6, 7–6, 6–3       | Ула Юнссон Фредрік Нільссон  | Марсело Філіппіні Роберто Асар       | Гільєрмо Перес Рольдан Ренцо Фурлан Клаудіо Медзадрі Омар Кампорезе |

### Серпень
| Тиждень             | Турнір | Чемпіони                                  | Фіналісти                     | Півфіналісти                    | Чвертьфіналісти                                                |
| ------------------- | --- | ----------------------------------------- | ----------------------------- | ------------------------------- | -------------------------------------------------------------- |
| 6 серпня            | Thriftway ATP Championships Мейсон (Огайо), US ATP Турнір Series, Single-Week Тверде – $1,020,000 – 56S/28D Одиночний розряд – Парний розряд   | Стефан Едберг 6–1, 6–1                    | Бред Гілберт                  | Андрес Гомес Скотт Девіс        | Майкл Чанг Джим Кур'є Якоб Гласек Річард Фромберг              |
| 6 серпня            | Thriftway ATP Championships Мейсон (Огайо), US ATP Турнір Series, Single-Week Тверде – $1,020,000 – 56S/28D Одиночний розряд – Парний розряд   | Даррен Кейгілл Марк Кратцманн 7–6, 6–4    | Ніл Брод Гері Мюллер          | Андрес Гомес Скотт Девіс        | Майкл Чанг Джим Кур'є Якоб Гласек Річард Фромберг              |
| 6 серпня            | Czechoslovak Open Прага, Czechoslovakia ATP World Series Ґрунт – $148,400 – 32S/16D                                                            | Хорді Арресе 7–6(7–3), 7–6(8–6)           | Ніклас Культі                 | Орасіо де ла Пенья Горан Прпич  | Тарік Бонабіль Франко Давін Горст Скофф Крістіан Сакіану       |
| 6 серпня            | Czechoslovak Open Прага, Czechoslovakia ATP World Series Ґрунт – $148,400 – 32S/16D                                                            | Войтех Флегль Даніель Вацек 5–7, 6–4, 6–3 | Георге Косак Флорін Сегирчяну | Орасіо де ла Пенья Горан Прпич  | Тарік Бонабіль Франко Давін Горст Скофф Крістіан Сакіану       |
| 13 серпня           | GTE U.S. Men's Hard Court Championships Індіанаполіс, IN, US ATP Турнір Series Тверде – $825,000 – 56S/28D                                     | Борис Бекер 6–3, 6–4                      | Петер Лундгрен                | Джей Бергер Річі Ренеберг       | Джим Кур'є Келле Евернден Піт Сампрас Андре Агассі             |
| 13 серпня           | GTE U.S. Men's Hard Court Championships Індіанаполіс, IN, US ATP Турнір Series Тверде – $825,000 – 56S/28D                                     | Скотт Девіс Девід Пейт 4–6, 6–2, 6–2      | Грант Коннелл Гленн Мічібата  | Джей Бергер Річі Ренеберг       | Джим Кур'є Келле Евернден Піт Сампрас Андре Агассі             |
| 13 серпня           | Volvo International Нью-Гейвен (Коннектикут), CT, US ATP Турнір Series Тверде – $825,000 – 56S/28D Одиночний розряд – Парний розряд            | Деррік Ростаньйо 6–3, 6–3                 | Тодд Вудбрідж                 | Марк Вудфорд Андрій Чесноков    | Браян Шелтон Веллі Месур Крістіано Каратті Хрісто ван Ренсбург |
| 13 серпня           | Volvo International Нью-Гейвен (Коннектикут), CT, US ATP Турнір Series Тверде – $825,000 – 56S/28D Одиночний розряд – Парний розряд            | Джиммі Браун Скотт Мелвілл 7–5, 7–6       | Горан Іванишевич Петр Корда   | Марк Вудфорд Андрій Чесноков    | Браян Шелтон Веллі Месур Крістіано Каратті Хрісто ван Ренсбург |
| 20 серпня           | Norstar Bank Hamlet Challenge Cup Лонг-Айленд, NY, US ATP World Series Тверде – $225,000 – 28S/16D Одиночний розряд – Парний розряд            | Стефан Едберг 7–6(7–3), 6–3               | Горан Іванишевич              | Джон Макінрой Гі Форже          | Юнас Свенссон Бред Гілберт Піт Сампрас Андрес Гомес            |
| 20 серпня           | Norstar Bank Hamlet Challenge Cup Лонг-Айленд, NY, US ATP World Series Тверде – $225,000 – 28S/16D Одиночний розряд – Парний розряд            | Гі Форже Якоб Гласек 2–6, 6–3, 6–4        | Удо Ріглевскі Міхаель Штіх    | Джон Макінрой Гі Форже          | Юнас Свенссон Бред Гілберт Піт Сампрас Андрес Гомес            |
| 20 серпня           | Campionati Internazionali di San Marino Сан-Марино, Сан-Марино ATP World Series Ґрунт – $125,000 – 32S/16D                                     | Гільєрмо Перес Рольдан 6–3, 6–3           | Омар Кампорезе                | Марсело Філіппіні Ніклас Культі | Ренцо Фурлан Пабло Аррая Франко Давін Павел Войтішек           |
| 20 серпня           | Campionati Internazionali di San Marino Сан-Марино, Сан-Марино ATP World Series Ґрунт – $125,000 – 32S/16D                                     | Войтех Флегль Даніель Вацек 6–1, 4–6, 7–6 | Хорді Бурільйо Маркос Горріс  | Марсело Філіппіні Ніклас Культі | Ренцо Фурлан Пабло Аррая Франко Давін Павел Войтішек           |
| 20 серпня           | OTB International Open Скенектаді, NY, US ATP World Series Тверде – $125,000 – 28S/16D Одиночний розряд – Парний розряд                        | Рамеш Крішнан 6–1, 6–1                    | Келле Евернден                | Мартін Хайте Бред Пірс          | Андрій Ольховський Чак Адамс Стів Гай Амос Мансдорф            |
| 20 серпня           | OTB International Open Скенектаді, NY, US ATP World Series Тверде – $125,000 – 28S/16D Одиночний розряд – Парний розряд                        | Річард Фромберг Бред Пірс 6–2, 3–6, 7–6   | Браян Герроу Свен Салумаа     | Мартін Хайте Бред Пірс          | Андрій Ольховський Чак Адамс Стів Гай Амос Мансдорф            |
| 27 серпня 3 вересня | Відкритий чемпіонат США з тенісу New York City, NY, US Grand Slam Тверде – $2,554,250 – 128S/64D/32XD Одиночний розряд – Парний розряд – Мікст | Піт Сампрас 6–4, 6–3, 6–2                 | Андре Агассі                  | Джон Макінрой Борис Бекер       | Девід Вітон Іван Лендл Андрій Черкасов Аарон Крікстейн         |
| 27 серпня 3 вересня | Відкритий чемпіонат США з тенісу New York City, NY, US Grand Slam Тверде – $2,554,250 – 128S/64D/32XD Одиночний розряд – Парний розряд – Мікст | Пітер Олдріч Дані Віссер 6–2, 7–6, 6–2    | Пол Еннекон Девід Вітон       | Джон Макінрой Борис Бекер       | Девід Вітон Іван Лендл Андрій Черкасов Аарон Крікстейн         |
| 27 серпня 3 вересня | Відкритий чемпіонат США з тенісу New York City, NY, US Grand Slam Тверде – $2,554,250 – 128S/64D/32XD Одиночний розряд – Парний розряд – Мікст | Елізабет Смайлі Тодд Вудбрідж 6–4, 6–2    | Наташа Звєрєва Джим П'ю       | Джон Макінрой Борис Бекер       | Девід Вітон Іван Лендл Андрій Черкасов Аарон Крікстейн         |

### Вересень
| Тиждень    | Турнір | Чемпіони                                                         | Фіналісти                                   | Півфіналісти                           | Чвертьфіналісти                                                   |
| ---------- | --- | ---------------------------------------------------------------- | ------------------------------------------- | -------------------------------------- | ----------------------------------------------------------------- |
| 10 вересня | Grand Prix Passing Shot Бордо, Франція ATP World Series Ґрунт – $270,000 – 32S/16D                                                | Гі Форже 6–4, 6–3                                                | Горан Іванишевич                            | Роналд Ейдженор Гільєрмо Перес Рольдан | Томас Нюдаль Лосон Данкен Тьєррі Шампйон Фабріс Санторо           |
| 10 вересня | Grand Prix Passing Shot Бордо, Франція ATP World Series Ґрунт – $270,000 – 32S/16D                                                | Томас Карбонелл Лібор Пімек 6–3, 6–7, 6–2                        | Мансур Бахрамі Яннік Ноа                    | Роналд Ейдженор Гільєрмо Перес Рольдан | Томас Нюдаль Лосон Данкен Тьєррі Шампйон Фабріс Санторо           |
| 10 вересня | Barclay Open Женева, Швейцарія ATP World Series Ґрунт – $225,000 – 32S/16D Одиночний розряд – Парний розряд                       | Горст Скофф 7–6(10–8), 7–6(7–4)                                  | Серхі Бругера                               | Міхаель Таусон Марк Россе              | Анрі Леконт Орасіо де ла Пенья Омар Кампорезе Ренцо Фурлан        |
| 10 вересня | Barclay Open Женева, Швейцарія ATP World Series Ґрунт – $225,000 – 32S/16D Одиночний розряд – Парний розряд                       | Пабло Альбано Давід Енгель 6–3, 7–6                              | Ніл Борвік Девід Льюїс                      | Міхаель Таусон Марк Россе              | Анрі Леконт Орасіо де ла Пенья Омар Кампорезе Ренцо Фурлан        |
| 17 вересня | Davis Cup by NEC Semifinals Сідней, Австралія – grass Відень, Австрія – clay                                                      | Переможці півфіналів Австралія 5–0 · Сполучені Штати Америки 3–2 | Переможені у півфіналах Аргентина · Австрія |                                        |                                                                   |
| 24 вересня | Swiss Indoors Базель, Швейцарія ATP World Series Тверде (i) – $450,000 – 32S/16D Одиночний розряд – Парний розряд                 | Джон Макінрой 6–7(4–7), 4–6, 7–6(7–3), 6–3, 6–4                  | Горан Іванишевич                            | Скотт Мелвілл Велі Палохеймо           | Яннік Ноа Андрій Черкасов Магнус Густафссон Міхаель Штіх          |
| 24 вересня | Swiss Indoors Базель, Швейцарія ATP World Series Тверде (i) – $450,000 – 32S/16D Одиночний розряд – Парний розряд                 | Стефан Крюґер Хрісто ван Ренсбург 4–6, 7–6, 6–3                  | Ніл Брод Гері Мюллер                        | Скотт Мелвілл Велі Палохеймо           | Яннік Ноа Андрій Черкасов Магнус Густафссон Міхаель Штіх          |
| 24 вересня | Campionati Internazionali di Sicilia Палермо, Італія ATP World Series Ґрунт – $270,000 – 32S/16D Одиночний розряд – Парний розряд | Франко Давін 6–1, 6–1                                            | Хуан Агілера                                | Тьєррі Шампйон Гільєрмо Перес Рольдан  | Мартін Стршелба Орасіо де ла Пенья Клаудіо Пістолезі Мар'ян Вайда |
| 24 вересня | Campionati Internazionali di Sicilia Палермо, Італія ATP World Series Ґрунт – $270,000 – 32S/16D Одиночний розряд – Парний розряд | Серхіо Касаль Еміліо Санчес Вікаріо 6–3, 6–4                     | Карлос Коста Орасіо де ла Пенья             | Тьєррі Шампйон Гільєрмо Перес Рольдан  | Мартін Стршелба Орасіо де ла Пенья Клаудіо Пістолезі Мар'ян Вайда |
| 24 вересня | Queensland Open Брисбен, Австралія ATP World Series Тверде – $225,000 – 32S/16D                                                   | Бред Гілберт 6–3, 6–1                                            | Аарон Крікстейн                             | Карл-Уве Штеб Джон Фіцджеральд         | Карл Лімбергер Ніклас Крон Роббі Вайсс Ерік Єлен                  |
| 24 вересня | Queensland Open Брисбен, Австралія ATP World Series Тверде – $225,000 – 32S/16D                                                   | Джейсон Столтенберг Тодд Вудбрідж 2–6, 6–4, 6–4                  | Браян Герроу Марк Вудфорд                   | Карл-Уве Штеб Джон Фіцджеральд         | Карл Лімбергер Ніклас Крон Роббі Вайсс Ерік Єлен                  |

### Жовтень
| Тиждень   | Турнір | Чемпіони                                  | Фіналісти                       | Півфіналісти                  | Чвертьфіналісти                                                     |
| --------- | --- | ----------------------------------------- | ------------------------------- | ----------------------------- | ------------------------------------------------------------------- |
| 1 жовтня  | Australian Indoor Championships Сідней, Австралія ATP Турнір Series Тверде (i) – $750,000 – 48S/24D Одиночний розряд – Парний розряд | Борис Бекер 7–6(7–4), 6–4, 6–4            | Стефан Едберг                   | Іван Лендл Тодд Вудбрідж      | Девід Вітон Петер Лундгрен Грант Коннелл Річі Ренеберг              |
| 1 жовтня  | Australian Indoor Championships Сідней, Австралія ATP Турнір Series Тверде (i) – $750,000 – 48S/24D Одиночний розряд – Парний розряд | Бродерік Дайк Петер Лундгрен 6–2, 7–6     | Стефан Едберг Іван Лендл        | Іван Лендл Тодд Вудбрідж      | Девід Вітон Петер Лундгрен Грант Коннелл Річі Ренеберг              |
| 1 жовтня  | Grand Prix de Tennis de Toulouse Тулуза, Франція ATP World Series Тверде (i) – $260,000 – 32S/16D Одиночний розряд – Парний розряд   | Юнас Свенссон 7–6(7–5), 6–2               | Фабріс Санторо                  | Роналд Ейдженор Амос Мансдорф | Крістіан Берґстрем Олександр Волков Магнус Ларссон Яннік Ноа        |
| 1 жовтня  | Grand Prix de Tennis de Toulouse Тулуза, Франція ATP World Series Тверде (i) – $260,000 – 32S/16D Одиночний розряд – Парний розряд   | Ніл Брод Гері Мюллер 7–6, 6–4             | Мікаель Мортенсен Міхіл Схаперс | Роналд Ейдженор Амос Мансдорф | Крістіан Берґстрем Олександр Волков Магнус Ларссон Яннік Ноа        |
| 1 жовтня  | Athens International Афіни, Греція ATP World Series Ґрунт – $125,000 – 32S/16D Одиночний розряд – Парний розряд                      | Марк Куверманс 5–7, 6–4, 6–1              | Франко Давін                    | Мар'ян Вайда Хорді Арресе     | Томас Карбонелл Гільєрмо Перес Рольдан Хав'єр Санчес Франсіско Ройг |
| 1 жовтня  | Athens International Афіни, Греція ATP World Series Ґрунт – $125,000 – 32S/16D Одиночний розряд – Парний розряд                      | Серхіо Касаль Хав'єр Санчес 6–4, 6–3      | Том Кемперс Ріхард Крайчек      | Мар'ян Вайда Хорді Арресе     | Томас Карбонелл Гільєрмо Перес Рольдан Хав'єр Санчес Франсіско Ройг |
| 8 жовтня  | Seiko Super Tennis Tournament Tokyo, Японія ATP Турнір Series Килим (i) – $750,000 – 48S/24D Одиночний розряд – Парний розряд        | Іван Лендл 4–6, 6–3, 7–6(7–5)             | Борис Бекер                     | Стефан Едберг Річі Ренеберг   | Якоб Гласек Скотт Девіс Томас Геґстедт Андрій Черкасов              |
| 8 жовтня  | Seiko Super Tennis Tournament Tokyo, Японія ATP Турнір Series Килим (i) – $750,000 – 48S/24D Одиночний розряд – Парний розряд        | Гі Форже Якоб Гласек 6–2, 4–6, 6–2        | Скотт Девіс Девід Пейт          | Стефан Едберг Річі Ренеберг   | Якоб Гласек Скотт Девіс Томас Геґстедт Андрій Черкасов              |
| 8 жовтня  | European Indoor Championships Berlin, Німеччина ATP World Series Килим (i) – $260,000 – 32S/16D Одиночний розряд – Парний розряд     | Роналд Ейдженор 4–6, 6–4, 7–6(10–8)       | Олександр Волков                | Мартін Сіннер Луїс Маттар     | Мілан Шрейбер Кевін Каррен Жан-Філіпп Флер'ян Юнас Свенссон         |
| 8 жовтня  | European Indoor Championships Berlin, Німеччина ATP World Series Килим (i) – $260,000 – 32S/16D Одиночний розряд – Парний розряд     | Пітер Олдріч Дані Віссер 7–6, 7–6         | Кевін Каррен Патрік Гелбрайт    | Мартін Сіннер Луїс Маттар     | Мілан Шрейбер Кевін Каррен Жан-Філіпп Флер'ян Юнас Свенссон         |
| 8 жовтня  | Riklis Classic Тель-Авів, Ізраїль ATP World Series Тверде – $125,000 – 32S/16D Одиночний розряд – Парний розряд                      | Андрій Чесноков 6–4, 6–3                  | Амос Мансдорф                   | Гілад Блюм Джефф Таранго      | Ларс Єнссон Хрісто ван Ренсбург Марк Куверманс Ндука Одізор         |
| 8 жовтня  | Riklis Classic Тель-Авів, Ізраїль ATP World Series Тверде – $125,000 – 32S/16D Одиночний розряд – Парний розряд                      | Ндука Одізор Хрісто ван Ренсбург 6–3, 6–4 | Ронні Ботман Рікард Берг        | Гілад Блюм Джефф Таранго      | Ларс Єнссон Хрісто ван Ренсбург Марк Куверманс Ндука Одізор         |
| 15 жовтня | Grand Prix de Tennis de Lyon Ліон, Франція ATP World Series Килим (i) – $450,000 – 32S/16D Одиночний розряд – Парний розряд          | Марк Россе 6–3, 6–2                       | Матс Віландер                   | Александр Мронц Девід Пейт    | Аарон Крікстейн Юнас Свенссон Роналд Ейдженор Гері Мюллер           |
| 15 жовтня | Grand Prix de Tennis de Lyon Ліон, Франція ATP World Series Килим (i) – $450,000 – 32S/16D Одиночний розряд – Парний розряд          | Патрік Гелбрайт Келлі Джонс 7–6, 6–4      | Джим Грабб Девід Пейт           | Александр Мронц Девід Пейт    | Аарон Крікстейн Юнас Свенссон Роналд Ейдженор Гері Мюллер           |
| 15 жовтня | CA-TennisTrophy Відень, Австрія ATP World Series Килим (i) – $225,000 – 32S/16D Одиночний розряд – Парний розряд                     | Андерс Яррід 6–3, 6–3, 6–1                | Горст Скофф                     | Томас Мустер Олександр Волков | Андрій Ольховський Ларс Єнссон Мартін Хайте Джон Макінрой           |
| 15 жовтня | CA-TennisTrophy Відень, Австрія ATP World Series Килим (i) – $225,000 – 32S/16D Одиночний розряд – Парний розряд                     | Удо Ріглевскі Міхаель Штіх 6–4, 6–4       | Хорхе Лосано Тодд Вітскен       | Томас Мустер Олександр Волков | Андрій Ольховський Ларс Єнссон Мартін Хайте Джон Макінрой           |
| 22 жовтня | Stockholm Open Стокгольм, Швеція ATP Турнір Series, Single-Week Килим (i) – $840,000 – 48S/24D Одиночний розряд – Парний розряд      | Борис Бекер 6–4, 6–0, 6–3                 | Стефан Едберг                   | Олександр Волков Піт Сампрас  | Бред Гілберт Ніклас Культі Девід Вітон Горан Іванишевич             |
| 22 жовтня | Stockholm Open Стокгольм, Швеція ATP Турнір Series, Single-Week Килим (i) – $840,000 – 48S/24D Одиночний розряд – Парний розряд      | Гі Форже Якоб Гласек 6–2, 6–3             | Джон Фіцджеральд Андерс Яррід   | Олександр Волков Піт Сампрас  | Бред Гілберт Ніклас Культі Девід Вітон Горан Іванишевич             |
| 22 жовтня | Philips Open Сан-Паулу, Бразилія ATP World Series Килим – $125,000 – 32S/16D                                                         | Роббі Вайсс 3–6, 7–6(9–7), 6–3            | Хайме Їсага                     | Якко Елтінг Даніло Марселіно  | Мігель Нідо Жоао Кунья е Сілва Кріс Гарнер Луїс Маттар              |
| 22 жовтня | Philips Open Сан-Паулу, Бразилія ATP World Series Килим – $125,000 – 32S/16D                                                         | Шелбі Кеннон Альфонсо Мора 6–7, 6–3, 7–6  | Марк Куверманс Луїс Маттар      | Якко Елтінг Даніло Марселіно  | Мігель Нідо Жоао Кунья е Сілва Кріс Гарнер Луїс Маттар              |
| 29 жовтня | Paris Open Paris, Франція ATP Турнір Series, Single-Week Килим (i) – $1,650,000 – 48S/24D Одиночний розряд – Парний розряд           | Стефан Едберг 3–3 ret.                    | Борис Бекер                     | Серхі Бругера Юнас Свенссон   | Якоб Гласек Гійом Рау Еміліо Санчес Вікаріо Міхаель Штіх            |
| 29 жовтня | Paris Open Paris, Франція ATP Турнір Series, Single-Week Килим (i) – $1,650,000 – 48S/24D Одиночний розряд – Парний розряд           | Скотт Девіс Девід Пейт 7–6, 7–6           | Даррен Кейгілл Марк Кратцманн   | Серхі Бругера Юнас Свенссон   | Якоб Гласек Гійом Рау Еміліо Санчес Вікаріо Міхаель Штіх            |

### Листопад
| Тиждень      | Турнір | Чемпіони                                     | Фіналісти                           | Півфіналісти                                            | Чвертьфіналісти                                                         |
| ------------ | --- | -------------------------------------------- | ----------------------------------- | ------------------------------------------------------- | ----------------------------------------------------------------------- |
| 5 листопада  | Bayer Kremlin Cup Moscow, Soviet Union ATP World Series Килим (i) – $297,000 – 32S/16D Одиночний розряд – Парний розряд                             | Андрій Черкасов 6–2, 6–1                     | Тім Майотт                          | Петр Корда Удо Ріглевскі                                | Андерс Яррід Олександр Волков Серхіо Касаль Еміліо Санчес Вікаріо       |
| 5 листопада  | Bayer Kremlin Cup Moscow, Soviet Union ATP World Series Килим (i) – $297,000 – 32S/16D Одиночний розряд – Парний розряд                             | Гендрік Ян Давідс Паул Гаргейс 6–4, 7–6      | Джон Фіцджеральд Андерс Яррід       | Петр Корда Удо Ріглевскі                                | Андерс Яррід Олександр Волков Серхіо Касаль Еміліо Санчес Вікаріо       |
| 5 листопада  | Diet Pepsi Championships London, Велика Британія ATP World Series Килим (i) – $297,000 – 32S/16D Одиночний розряд – Парний розряд                   | Якоб Гласек 7–6(9–7), 6–3                    | Майкл Чанг                          | Крістіан Берґстрем Дієго Наргісо                        | Патрік Макінрой Петер Лундгрен Магнус Ларссон Горан Іванишевич          |
| 5 листопада  | Diet Pepsi Championships London, Велика Британія ATP World Series Килим (i) – $297,000 – 32S/16D Одиночний розряд – Парний розряд                   | Джим Грабб Патрік Макінрой 7–6, 4–6, 6–3     | Рік Ліч Джим П'ю                    | Крістіан Берґстрем Дієго Наргісо                        | Патрік Макінрой Петер Лундгрен Магнус Ларссон Горан Іванишевич          |
| 5 листопада  | Citibank Open Ітапаріка (острів), Бразилія ATP World Series Тверде – $225,000 – 32S/16D                                                             | Матс Віландер 6–1, 6–2                       | Марсело Філіппіні                   | Томас Карбонелл Марк Куверманс                          | Нуно Маркес Кассіу Мотта Ендрю Шнайдер Мауріс Руа                       |
| 5 листопада  | Citibank Open Ітапаріка (острів), Бразилія ATP World Series Тверде – $225,000 – 32S/16D                                                             | Мауру Менезіс Фернандо Роезе 7–6, 7–5        | Томас Карбонелл Маркос Горріс       | Томас Карбонелл Марк Куверманс                          | Нуно Маркес Кассіу Мотта Ендрю Шнайдер Мауріс Руа                       |
| 12 листопада | ATP Tour World Championships (singles) Франкфурт-на-Майні, Німеччина ATP Tour World Championships Килим (i) – $2,020,000 – 8S (RR) Одиночний розряд | Андре Агассі 5–7, 7–6(7–5), 7–5, 6–2         | Стефан Едберг                       | Іван Лендл Борис Бекер                                  | Раунд robin Піт Сампрас Еміліо Санчес Вікаріо Томас Мустер Андрес Гомес |
| 19 листопада | ATP Tour World Championships (doubles) Голд-Кост, Австралія ATP Tour World Championships Тверде – $1,000,000 – 8D (RR) Парний розряд                | Гі Форже Якоб Гласек 6–4, 7–6(7–5), 5–7, 6–4 | Серхіо Касаль Еміліо Санчес Вікаріо | Скотт Девіс / Девід Пейт Грант Коннелл / Гленн Мічібата | Скотт Девіс / Девід Пейт Грант Коннелл / Гленн Мічібата                 |
| 26 листопада | Davis Cup by NEC Final Сент-Пітерсберг (Флорида), US – clay (i)                                                                                     | Сполучені Штати Америки · 3–1                | Австралія                           |                                                         |                                                                         |

### Грудень
| Тиждень   | Турнір                                                                                                  | Чемпіони                  | Фіналісти    | Півфіналісти           | Чвертьфіналісти                                         |
| --------- | --- | ------------------------- | ------------ | ---------------------- | ------------------------------------------------------- |
| 10 грудня | Кубок Великого шлему Мюнхен, Німеччина Grand Slam Cup Килим (i) – $6,000,000 – 16S Кубок Великого шлему | Піт Сампрас 6–3, 6–4, 6–2 | Бред Гілберт | Майкл Чанг Девід Вітон | Анрі Леконт Горан Іванишевич Аарон Крікстейн Іван Лендл |

## Рейтинг ATP
| 1 січня 1990 | 1 січня 1990          | 1 січня 1990   |      |
| #            | Тенісист              | Країна         |      |
| ------------ | --------------------- | -------------- | ---- |
| 1            | Іван Лендл            | Чехословаччина | 2913 |
| 2            | Борис Бекер           | Німеччина      | 2279 |
| 3            | Стефан Едберг         | Швеція         | 2111 |
| 4            | Бред Гілберт          | США            | 1398 |
| 5            | Джон Макінрой         | США            | 1354 |
| 6            | Майкл Чанг            | США            | 1328 |
| 7            | Аарон Крікстейн       | США            | 1217 |
| 8            | Андре Агассі          | США            | 1160 |
| 9            | Джей Бергер           | США            | 1039 |
| 10           | Альберто Манчіні      | Аргентина      | 1024 |
| 11           | Мартін Хайте          | Аргентина      | 945  |
| 12           | Тім Майотт            | США            | 871  |
| 13           | Матс Віландер         | Швеція         | 780  |
| 14           | Андрес Гомес          | Еквадор        | 742  |
| 15           | Карл-Уве Штеб         | Німеччина      | 738  |
| 16           | Джиммі Коннорс        | США            | 733  |
| 17           | Еміліо Санчес Вікаріо | Іспанія        | 706  |
| 18           | Горст Скофф           | Австрія        | 695  |
| 19           | Андрій Чесноков       | СРСР           | 688  |
| 20           | Кевін Каррен          | США            | 684  |

| 31 грудня 1990 | 31 грудня 1990         | 31 грудня 1990 | 31 грудня 1990 | 31 грудня 1990 | 31 грудня 1990 | 31 грудня 1990 |
| #              | Тенісист               | Країна         | Пункти         | Від            | До             | Зміна          |
| -------------- | ---------------------- | -------------- | -------------- | -------------- | -------------- | -------------- |
| 1              | Стефан Едберг          | Швеція         | 3889           | 1              | 3              | ▲ 2            |
| 2              | Борис Бекер            | Німеччина      | 3528           | 2              | 3              | ▬              |
| 3              | Іван Лендл             | Чехословаччина | 2581           | 1              | 3              | ▼ 2            |
| 4              | Андре Агассі           | США            | 2398           | 4              | 8              | ▲ 4            |
| 5              | Піт Сампрас            | США            | 1888           | 5              | 69             | ▲ 56           |
| 6              | Андрес Гомес           | Еквадор        | 1680           | 4              | 18             | ▲ 8            |
| 7              | Томас Мустер           | Австрія        | 1654           | 6              | 34             | ▲ 27           |
| 8              | Еміліо Санчес Вікаріо  | Іспанія        | 1564           | 7              | 19             | ▲ 9            |
| 9              | Горан Іванишевич       | Югославія      | 1514           | 9              | 53             | ▲ 20           |
| 10             | Бред Гілберт           | США            | 1451           | 4              | 10             | ▼ 6            |
| 11             | Юнас Свенссон          | Швеція         | 1365           | 11             | 51             | ▲ 30           |
| 12             | Андрій Чесноков        | СРСР           | 1361           | 10             | 21             | ▲ 7            |
| 13             | Джон Макінрой          | США            | 1210           | 4              | 21             | ▼ 8            |
| 14             | Гільєрмо Перес Рольдан | Аргентина      | 1190           | 14             | 37             | ▲ 16           |
| 15             | Майкл Чанг             | США            | 1119           | 5              | 24             | ▼ 9            |
| 16             | Гі Форже               | Франція        | 1101           | 14             | 81             | ▲ 39           |
| 17             | Якоб Гласек            | Швейцарія      | 1089           | 17             | 56             | ▲ 11           |
| 18             | Джей Бергер            | США            | 1066           | 7              | 18             | ▼ 9            |
| 19             | Хуан Агілера           | Іспанія        | 1042           | 14             | 74             | ▲ 45           |
| 20             | Аарон Крікстейн        | США            | 1025           | 6              | 20             | ▼ 13           |

## Зовнішні посилання
- Офіційний сайт ATP
- Офіційний сайт ITF